# Низ (Няндомский район, у реки Канакша)
Низ — деревня в Няндомском районе Архангельской области.

## География
Находится в юго-западной части Архангельской области на расстоянии приблизительно 47 км на восток по прямой от административного центра района города Няндома на правом берегу речки Канакша.

## История
В 1873 году здесь было учтено 12 дворов, в 1905 — 21. Тогда деревня входила в Каргопольский уезд Олонецкой губернии. До 2022 года деревня входила в Мошинское сельское поселение до его упразднения.

## Население
Численность населения: 73 человека (1873 год), 103 (1905), 8 (русские 100 %) в 2002 году, 3 в 2010.